# 로비 윌리엄스
로비 윌리엄스(영어: Robert Peter "Robbie"  Williams, 1974년 2월 13일 ~ )는 영국의 싱어송라이터이다. 그래미상 후보에 오른 적이 있으며, 브릿 어워드를 여러 번 받은 바 있다.
1989년 15세의 나이로 팝 밴드 테이크 댓의 댄서로 들어가 본격적으로 음악 경력을 시작하였으며, 1995년 밴드에서 탈퇴한 뒤로는 솔로 활동을 시작하여 현재까지 성공적인 활동을 이어가고 있다.
로비 윌리엄스는 세계적으로 약 5,700만 장의 앨범을 팔았으며 앨범 6개는 영국에서 가장 잘 팔린 앨범 톱 100 명단에 들어, 영국에서 가장 많은 판매량을 보유한 솔로가수 중 하나로 꼽힌다.
2004년 영국음악 명예의 전당에 올랐다.

## 생애

### 유년기
스태퍼드셔 주 스토크온트렌트에서 아버지 피터 윌리엄스와 어머니 재닛 슬하에서 태어나, 누이 샐리와 함께 자랐다. 툰스털(Tunstall) 지역의 밀 힐 초등학교(Mill Hill Primary School)와 성 마거릿 워드 로마 가톨릭 학교(St Margaret Ward Roman Catholic School)를 다녔다. 기타와 축구에 재능이 있던 그는 툰스털의 UKDDF라는 댄스 학원을 다니기도 했으며, 포트 베일 FC에서 활약을 한 바도 있다.

### 1990~1995: 테이크 댓
다큐멘터리 《Take That: For the Record》에 의하면, 1990년 윌리엄스의 어머니는 새로운 보이 밴드의 멤버를 찾는다는 광고를 읽고 그가 밴드에 들 것을 제의하였다고 한다. 매니저 나이절 마틴스미스(Nigel Martin-Smith)의 입회 하에 면접을 본 날 윌리엄스는 마크 오언을 만나고, 16세의 나이로 테이크 댓의 멤버로 가입한다.
테이크 댓이 한창 인기를 모을 시기에, 윌리엄스는 밴드의 외향적이고 짓궂은 장난꾸러기 이미지로 대중의 이목을 끌었다. 게리 바로우가 작사와 보컬을 주로 맡은 한 편, 윌리엄스는 첫 톱 10 히트곡 〈Could It Be Magic〉과 〈I Found Heaven〉, 〈Everything Changes〉에서 리드 보컬로 활약하였다.
테이크 댓 멤버들에 주어지는 여러 제한과 규칙에 대해 매니저 나이절 마틴스미스와 논쟁이 일어나자, 윌리엄스는 더 많은 술을 마시고 코카인에도 빠졌다. 여러 논쟁 끝에 윌리엄스는 1995년부터 밴드 활동을 그만두었다. 윌리엄스의 22세 생일을 맞은 1996년 2월 13일, 밴드는 해체되고 말았다.

### 1996~1998
솔로 가수로 전향한 로비 윌리엄스는 데뷔곡 〈Old Before I Die〉를 발표하였다. 이 곡은 외국의 차트에서까지는 큰 성과를 거두지 못했지만, 영국 싱글 차트에서 2위에 올랐다. 1997년 9월, 윌리엄스의 데뷔 앨범 《Life Thru a Lens》가 발표되었다. 윌리엄스는 파리의 엘리제 몽마르뜨르 극장(프랑스어: Élysée Montmartre theatre)에서의 첫 솔로 라이브 연주회와 함께 앨범 활동을 시작하였다. 《Life Thru a Lens》는 영국에서 음반 차트 11위를 차지하였고, 싱글으로는 〈Old Before I Die〉가 싱글 차트 2위, 〈Lazy Days〉가 8위에 올랐다. 그러나 세 번째 싱글 〈South of the Border〉는 14위에 머물러 톱 10 밖으로 밀려나서, 의미있는 영향을 주는 데 실패했다.
자신의 미래에 관한 레코드사의 걱정을 알게 된 후, 윌리엄스는 회심의 네 번째 싱글 〈Angels〉를 내놓는다. 〈Angels〉는 유럽에서만 3백만 장 이상의 판매고를 올려, 유럽 뿐 아니라 라틴 아메리카에까지 널리 인기를 얻은 세계적인 히트곡이 되었다. 특히 영국에서는 240만여 장이 팔리고 40주 동안 10위 안에 남아서, 영국 역사상 58번째 베스트 셀링 싱글이 되었다. 1집의 마지막 다섯 번째 싱글 〈Let Me Entertain You〉 또한 영국 싱글 차트에서 3위에 올라 비교적 성공을 거두었다.
1998년 초, 윌리엄스는 자메이카에서 가이 챔버스(Guy Chambers)와 함께 두 번째 앨범의 가사를 쓰기 시작하였다. 첫 싱글 〈Millennium〉은 제임스 본드 시리즈 중 《두번 산다(You Only Live Twice)》(1967)의 주제가에서 영감을 받아 만들어진 곡으로, 영국에서는 윌리엄스의 첫 1위 싱글이 되었고 유럽의 다른 여러 나라들에서 톱 20 안에 들었다.
1998년 10월 말에 2집 《I've Been Expecting You》가 발매되자, 영국 음반 차트 1위를 차지하였다. 11월에는 2번째 싱글 〈No Regrets〉가 발표되었으며, 영국 싱글 차트에서 4위에 도달하였다. 3번째 싱글 〈Strong〉은 영국에서 4위, 뉴질랜드에서는 9위를 차지하였으며 4번째 싱글 〈She's The One〉은 영국 차트에서 두 번째 1위곡이 되었다. 《I've Been Expecting You》는 영국에서만 3백만 장, 유럽에서만 4백만 장이 팔리는 스매시 히트 앨범이 되었다.

### 1999~2001
1999년 윌리엄스는 미국에서 당시 EMI의 지사였던 캐피틀 레코드사와 계약을 맺었다. 2집까지의 흥행과 순회 공연으로 세계적 팝스타 반열에 오른 윌리엄스는, 3번째 앨범을 발표할 준비를 하였다.
첫 싱글 〈Rock DJ〉의 뮤직 비디오에서 나온 스트립 쇼와 자신의 피부를 벗기는 장면이 영국 뿐 아니라 많은 나라들에서 논쟁을 일으켰으나, 뉴질랜드 차트에서 1위를 차지하였고 독일, 오스트리아, 이탈리아, 오스트레일리아 등지에서는 톱 10에 들어왔다. 또한 MTV 유럽 뮤직 어워드에서 "2000년의 최고 곡" 부문 상을, 브릿 어워드에서 "올해의 최고 싱글"부문 상을, MTV 비디오 뮤직 어워드에서는 "최고 특별 효과"부문 상을 받았다.
2000년 8월에 3집 《Sing When You're Winning》가 발매되었고, 독일, 네덜란드, 뉴질랜드 등지에서 음반 차트 1위를 차지하였다. 앨범의 두 번째 싱글 〈Kids〉는 카일리 미노그와 듀엣으로 부른 작품인데 영국에서는 2위를, 뉴질랜드와 오스트레일리아에는 톱 20에 들어왔다. 〈Kids〉는 영국에서만 20만여 장이 팔려, 로비 윌리엄스의 최대 히트곡 중 하나가 되었다.
그밖의 싱글 〈Supreme〉, 〈Better Man〉과 〈Let Love Be Your Energy〉 등은 세계 여러 나라들에서 톱 10에 도달한 히트곡들이 되었다. 한편 앨범에 수록되지 않았던 싱글 〈Eternity〉가 2001년 중순에 따로 발표되었으며, 영국에서 윌리엄스의 4번째 1위 싱글곡이 되어 첫주에 영국에서만 7만장 이상이 팔렸다.
3집의 성공 후, 윌리엄스는 다른 방향의 음악 작업을 원하였다. 윌리엄스는 프랭크 시나트라와 낸시 시나트라의 곡 〈Somethin' Stupid〉를 니콜 키드만과 듀엣으로 불렀고, 이것이 영국에서 그의 5번째 1위 싱글곡이 되었다. 〈Somethin' Stupid〉는 영국에서 첫주에 10만 장 이상이 팔렸고, 벨기에, 스위스, 독일, 네덜란드, 뉴질랜드에서는 톱 5에 도달하였다. 결국 2001년 최대 히트곡들 중의 하나가 되었다. 2001년 후반에, 4집 《Swing When You're Winning》이 발매되었고 영국, 아일랜드, 뉴질랜드 등지에서 곧바로 히트를 기록했다.

### 2002~2005
2002년 윌리엄스는 EMI사와 함께 8000만 파운드 레코드 브레이크 계약을 맺었다. 그는 5집 작업을 하느라 거의 한해 내내 로스앤젤레스의 스튜디오에서 시간을 보냈으며, 수많은 곡들이 녹음되었다고 한다.
앨범의 첫 싱글 〈Feel〉은 윌리엄스와 가이 챔버스에 의하여 작사되었고 시청용 음반으로 녹음되었다. 재녹음 과정에서 윌리엄스는 음성 부분에 만족하지 못하여, 시청용 버전을 싱글에 포함할 것을 결정하고 함께 발표하였다. 2002년 후반에 발표된 이 곡은 윌리엄스의 국제적 최대 히트곡이 되었다. 네덜란드와 이탈리아에서는 1위를 차지했을 뿐 아니라, 다른 유럽 나라들에서도 톱 10에 도달하였다.
이내 발매된 5집 《Escapology》는 영국, 독일, 스위스, 오스트리아, 스웨덴, 핀란드, 덴마크 등에서는 1위를 차지하였고, 미국 빌보드 앨범 차트에서는 43위로 데뷔했다. 특히 앨범의 두 번째 싱글 〈Come Undone〉은 전 세계에서 톱 10 히트곡이 되었다. 이 곡의 뮤직 비디오에는 젊은이들이 파티에서 벌이는 싸움, 마약 상용, 알콜 남용에 관한 내용들이 담겼다. 세 번째 싱글 〈Something Beautiful〉은 바베이도스에서 작사되어 2003년 중순에 발표되었다. 앨범은 2003년 후반 영국에서 200만 장 가까이 팔렸다.
2004년에는 스티븐 더피(Stephen Duffy)와 함께 6집 제작을 시작하였고, 6집의 첫 싱글 〈Radio〉가 먼저 발매되었다. 이 싱글은 영국에서 41,732장이 팔렸으며 덴마크에서는 차트 1위, 네덜란드, 이탈리아, 노르웨이 등지에서는 톱 10 히트곡이 되었다. 2주 후에는 로비 윌리엄스의 대표곡들을 모은 음반 《Greatest Hits》가 발매되어, 첫주에만 영국에서 320,000장이 팔렸다. 6집의 두 번째 싱글 〈Misunderstood〉는 영화 《브리짓 존스의 일기 - 열정과 애정(Bridget Jones: The Edge of Reason)》의 주제가로 선정되었고, 그해에 이탈리아와 덴마크에서 톱 10에 들어왔다.
2005년 10월 9일, 6집 《Intensive Care》가 베를린에서 정식 발매되었다. 같은 해 11월에 윌리엄스는 MTV 유럽 뮤직 어워드에서 최고 남성 부문(Best Male) 상을 받았다.

### 2006~2009
2006년에는 세계 순회 공연을 시작하였는데, 하루 만에 약 160만 장의 티켓을 팔아 기네스 세계 기록에 오르기도 했다.

### 2010: 테이크 댓의 재결합
로비 윌리엄스가 멤버로 있었던 그룹 테이크 댓은 2010년 재결합을 선언하고, 새 앨범 《Beautiful World》를 발표한다. 수록곡 〈Shine〉과 〈Patience〉가 흥행에 성공하면서 테이크 댓은 재기에 성공하였고, 여러 번의 순회 공연을 하는 등 지금까지 활발한 활동을 펼치고 있다.

## 음반 목록

### 정규
- 《Life thru a Lens》 (1997)
- 《I've Been Expecting You》 (1998)
- 《Sing When You're Winning》 (2000)
- 《Swing When You're Winning》 (2001)
- 《Escapology》 (2002)
- 《Intensivie Care》 (2005)
- 《Rudebox》 (2006)
- 《Reality Killed the Video Star》 (2009)
- 《Take The Crown》 (2012)
- 《Swings Both Ways》 (2013)
- 《The Heavy Entertainment Show》 (2016)

### 편집
- 《The Ego Has Landed》 (1999)
- 《Greatest Hits》 (2004)
- 《The Best So Far》 (2006)
- 《Songbook》 (2009)
- 《In and Out of Consciousness: Greatest Hits 1990-2010》 (2010)
- 《Robbie Williams: Classic Album Selection》 (2013)
- 《Under the Radar Volume 1》 (2014)

## 출연 작품

### 영화
- 《베러맨》 (2024) - 로비 윌리엄스 역 (목소리)